# Błachów
Błachów est une localité polonaise de la gmina de Dobrodzień, située dans le powiat d’Olesno en voïvodie d'Opole.